# Borecký potok (přítok Střely)
Borecký potok je malý vodní tok v Tepelské vrchovině a Rakovnické pahorkatině v okrese Karlovy Vary. Je dlouhý 14,5 km, plocha jeho povodí měří 45,2 km² a průměrný průtok v ústí je 0,16 m³/s. Na svém toku napájí několik velkých rybníků.
Potok pramení v Tepelské vrchovině v nadmořské výšce 668 m n. m. asi jeden kilometr severozápadně od Buče. Od pramene teče na severovýchod. U osady Hrádek dočasně opouští Tepelskou vrchovinu a vtéká do Rakovnické pahorkatiny. Prvním velkým rybníkem na potoce je Horní hrádecký rybník, ze kterého pokračuje na východ a spolu s několika bezejmennými potoky napájí Dolní hrádecký rybník. Pokračuje dál na východ, zprava přijímá menší Prohořský potok a za soutokem se stočí na severovýchod. U vesnice Borek napájí Borecký rybník, odkud odtéká na severozápad. Posledním rybníkem na potoce je Mlýnský rybník pod ostrohem se zříceninou Štědrého hrádku. Potok se zde vrací do Tepelské vrchoviny, teče lesnatým údolím řadou oblouků k severu a několikrát ho křižuje železniční trať Rakovník – Bečov nad Teplou. Západně od Žlutic se vlévá v nadmořské výšce 486 m n. m. zprava do Střely.